# Lista över insjöar i Sverige med namn som slutar på -kärr

Spridning av sjöar med namn på -kärr och -kärret (och Kärr, Kärret), i Sverige

Lista över insjöar i Sverige med artikel på Wikipedia som slutar på -kärr. 
I listan ingår både namn där -kärr utgör efterled och sådana där kärr är fristående avslutande, eller ensamt, namnelement. Då listan är automatiskt genererad kan den dessvärre också innehålla sjönamn som slutar med bokstäverna "kärr", utan att etymologiskt innehålla efterledet (eller namnelementet) -kärr.  
- Långakärr, sjö i Eslövs kommun och Skåne 55°49′29″N 13°19′05″Ö / 55.82485°N 13.31817°Ö
- Maglaby kärr, sjö i Bjuvs kommun och Skåne 56°06′28″N 13°00′11″Ö / 56.10766°N 13.00298°Ö (6,8 ha)
- Abborrkärr, sjö i Kungsbacka kommun och Halland 57°21′31″N 12°20′55″Ö / 57.35873°N 12.34859°Ö
- Blåkärr, sjö i Falkenbergs kommun och Halland 57°14′06″N 12°44′47″Ö / 57.23498°N 12.74628°Ö
- Bondakärr, sjö i Varbergs kommun och Halland 57°13′02″N 12°30′29″Ö / 57.21736°N 12.50809°Ö (2,8 ha)
- Getakärr, Halland, sjö i Kungsbacka kommun och Halland 57°20′51″N 12°04′23″Ö / 57.34762°N 12.07318°Ö
- Hulta Kärr, sjö i Varbergs kommun och Halland 57°09′50″N 12°36′59″Ö / 57.16400°N 12.61637°Ö
- Iglekärr, Halland, sjö i Kungsbacka kommun och Halland 57°32′15″N 12°01′40″Ö / 57.53743°N 12.02787°Ö (2 ha)
- Kvarnakärr, sjö i Kungsbacka kommun och Halland 57°20′59″N 12°04′32″Ö / 57.34967°N 12.07563°Ö
- Lilla Iglakärr, sjö i Kungsbacka kommun och Halland 57°30′55″N 12°10′27″Ö / 57.51531°N 12.17429°Ö (4 ha)
- Lilla Rörkärr, sjö i Kungsbacka kommun och Halland 57°31′24″N 11°59′24″Ö / 57.52326°N 11.99008°Ö
- Otterkärr, sjö i Falkenbergs kommun och Halland 57°13′24″N 12°39′44″Ö / 57.22347°N 12.66226°Ö
- Skatekärr, sjö i Falkenbergs kommun och Halland 57°12′41″N 12°47′44″Ö / 57.21138°N 12.79559°Ö
- Skräppekärr, Halland, sjö i Kungsbacka kommun och Halland 57°31′31″N 12°12′49″Ö / 57.52515°N 12.21356°Ö
- Skurvekärr, sjö i Kungsbacka kommun och Halland 57°30′38″N 12°11′36″Ö / 57.51065°N 12.19345°Ö (3 ha)
- Sparrkärr, sjö i Varbergs kommun och Halland 57°12′46″N 12°31′49″Ö / 57.21273°N 12.53019°Ö
- Stockakärr, sjö i Kungsbacka kommun och Halland 57°32′01″N 12°11′38″Ö / 57.53367°N 12.19401°Ö
- Stora Bergakärr, sjö i Kungsbacka kommun och Halland 57°22′43″N 12°23′29″Ö / 57.37868°N 12.39129°Ö
- Stora Iglakärr, sjö i Kungsbacka kommun och Halland 57°30′24″N 12°10′29″Ö / 57.50660°N 12.17465°Ö (17 ha)
- Stora Ålakärr, sjö i Falkenbergs kommun och Halland 57°15′26″N 12°44′01″Ö / 57.25722°N 12.73349°Ö
- Örekärr, sjö i Kungsbacka kommun och Halland 57°31′51″N 12°12′19″Ö / 57.53084°N 12.20515°Ö (2 ha)
- Gåsekärr, sjö i Borgholms kommun och Öland 57°10′35″N 16°56′00″Ö / 57.17650°N 16.93331°Ö (7,8 ha)
- Långkärr, sjö i Borgholms kommun och Öland 56°59′27″N 16°47′28″Ö / 56.99072°N 16.79114°Ö (11,2 ha)
- Dammkärr, sjö i Åtvidabergs kommun och Småland 58°10′05″N 16°07′27″Ö / 58.16803°N 16.12411°Ö
- Kastkärr, Småland, sjö i Västerviks kommun och Småland 58°04′18″N 16°22′59″Ö / 58.07159°N 16.38319°Ö (4 ha)
- Abborrakärr, sjö i Marks kommun och Västergötland 57°22′58″N 12°46′37″Ö / 57.38280°N 12.77688°Ö
- Blackekärr, sjö i Marks kommun och Västergötland 57°16′40″N 12°26′19″Ö / 57.27769°N 12.43848°Ö
- Bommekärr, sjö i Alingsås kommun och Västergötland 57°58′40″N 12°31′32″Ö / 57.97770°N 12.52555°Ö (0,1 ha)
- Bråtakärr, sjö i Varbergs kommun och Västergötland 57°16′15″N 12°37′55″Ö / 57.27096°N 12.63200°Ö (1 ha)
- Bökekärr, sjö i Varbergs kommun och Västergötland 57°15′53″N 12°39′14″Ö / 57.26477°N 12.65393°Ö
- Dykärr, sjö i Lerums kommun och Västergötland 57°56′23″N 12°18′57″Ö / 57.93976°N 12.31580°Ö
- Harakärr, sjö i Marks kommun och Västergötland 57°21′45″N 12°46′26″Ö / 57.36252°N 12.77390°Ö
- Huggandekärr, sjö i Varbergs kommun och Västergötland 57°14′13″N 12°38′58″Ö / 57.23698°N 12.64934°Ö
- Hundakärr, sjö i Marks kommun och Västergötland 57°21′30″N 12°49′42″Ö / 57.35825°N 12.82845°Ö
- Hålakärr, sjö i Lerums kommun och Västergötland 57°52′49″N 12°18′27″Ö / 57.88041°N 12.30756°Ö
- Ingelkärr, sjö i Ale kommun och Västergötland 57°53′26″N 12°10′30″Ö / 57.89043°N 12.17497°Ö (8,2 ha)
- Korskärr, sjö i Varbergs kommun och Västergötland 57°14′19″N 12°37′31″Ö / 57.23871°N 12.62533°Ö
- Lerkärr, sjö i Lerums kommun och Västergötland 57°57′46″N 12°20′04″Ö / 57.96291°N 12.33434°Ö
- Lilla Igelkärr, Västergötland, sjö i Ale kommun och Västergötland 57°59′14″N 12°15′53″Ö / 57.98732°N 12.26464°Ö
- Lommakärr, sjö i Varbergs kommun och Västergötland 57°16′06″N 12°42′37″Ö / 57.26824°N 12.71035°Ö
- Långekärr, sjö i Ale kommun och Västergötland 57°54′18″N 12°13′23″Ö / 57.90492°N 12.22313°Ö (6,9 ha)
- Metkärr, sjö i Ale kommun och Västergötland 58°00′39″N 12°22′44″Ö / 58.01076°N 12.37897°Ö
- Mörkakärr (Surteby-Kattunga socken, Västergötland), sjö i Marks kommun och Västergötland 57°23′58″N 12°25′44″Ö / 57.39955°N 12.42880°Ö
- Mörkakärr (Örby socken, Västergötland), sjö i Marks kommun och Västergötland 57°25′54″N 12°46′24″Ö / 57.43177°N 12.77334°Ö
- Näskärr, sjö i Varbergs kommun och Västergötland 57°14′08″N 12°40′44″Ö / 57.23557°N 12.67879°Ö
- Orrekärr, sjö i Ale kommun och Västergötland 57°51′35″N 12°05′55″Ö / 57.85964°N 12.09866°Ö (2,9 ha)
- Porskärr, sjö i Varbergs kommun och Västergötland 57°15′55″N 12°41′00″Ö / 57.26524°N 12.68324°Ö (5,2 ha)
- Pungakärr, sjö i Lerums kommun och Västergötland 57°56′49″N 12°19′25″Ö / 57.94699°N 12.32371°Ö
- Skallerö Kärr, sjö i Varbergs kommun och Västergötland 57°15′11″N 12°39′33″Ö / 57.25296°N 12.65925°Ö
- Skräppekärr, Västergötland, sjö i Varbergs kommun och Västergötland 57°15′42″N 12°38′16″Ö / 57.26158°N 12.63778°Ö
- Stora Brokärr, sjö i Varbergs kommun och Västergötland 57°15′04″N 12°38′30″Ö / 57.25099°N 12.64168°Ö
- Stora Gravkärr, sjö i Marks kommun och Västergötland 57°24′29″N 12°26′01″Ö / 57.40804°N 12.43368°Ö
- Stora Igelkärr, Västergötland, sjö i Ale kommun och Västergötland 57°59′10″N 12°15′30″Ö / 57.98615°N 12.25833°Ö
- Stora Kangekärr, sjö i Lerums kommun och Västergötland 57°58′29″N 12°20′41″Ö / 57.97461°N 12.34471°Ö (4,6 ha)
- Stora Kärr, sjö i Marks kommun och Västergötland 57°20′20″N 12°48′57″Ö / 57.33890°N 12.81589°Ö
- Stora Ängakärr, sjö i Varbergs kommun och Västergötland 57°15′08″N 12°39′43″Ö / 57.25213°N 12.66197°Ö
- Storekärr, sjö i Ale kommun och Västergötland 57°55′14″N 12°14′53″Ö / 57.92054°N 12.24809°Ö
- Stridskärr, sjö i Ale kommun och Västergötland 57°54′53″N 12°17′01″Ö / 57.91470°N 12.28362°Ö (5 ha)
- Svältekärr, sjö i Ale kommun och Västergötland 57°51′10″N 12°05′43″Ö / 57.85290°N 12.09531°Ö
- Torskärr, sjö i Marks kommun och Västergötland 57°19′49″N 12°24′29″Ö / 57.33024°N 12.40792°Ö
- Torvelekärr, sjö i Lerums kommun och Västergötland 57°56′13″N 12°19′19″Ö / 57.93688°N 12.32199°Ö
- Tvättekärr, sjö i Marks kommun och Västergötland 57°21′13″N 12°49′25″Ö / 57.35364°N 12.82367°Ö
- Valekärr, sjö i Ale kommun och Västergötland 57°59′34″N 12°20′38″Ö / 57.99264°N 12.34381°Ö
- Värakärr, sjö i Lerums kommun och Västergötland 57°57′16″N 12°18′57″Ö / 57.95450°N 12.31589°Ö
- Vålakärr, sjö i Alingsås kommun och Västergötland 57°58′54″N 12°22′15″Ö / 57.98160°N 12.37076°Ö
- Hälsinge kärr, sjö eller damm vid reningsverk i Norrköpings kommun och Östergötland
- Spinkekärr, sjö i Motala kommun och Östergötland 58°35′28″N 15°15′28″Ö / 58.59110°N 15.25785°Ö
- Iglekärr, Bohuslän, sjö i Kungälvs kommun och Bohuslän 57°57′55″N 12°03′45″Ö / 57.96516°N 12.06239°Ö
- Lilla Igelkärr, Bohuslän, sjö i Stenungsunds kommun och Bohuslän 58°00′31″N 12°00′27″Ö / 58.00874°N 12.00755°Ö (1,5 ha)
- Råkärr, sjö i Lilla Edets kommun och Bohuslän 58°01′25″N 12°05′26″Ö / 58.02360°N 12.09067°Ö
- Stora Björkärr, sjö i Kungälvs kommun och Bohuslän 57°59′37″N 12°02′10″Ö / 57.99368°N 12.03606°Ö (1,3 ha)
- Stora Igelkärr, Bohuslän, sjö i Stenungsunds kommun och Bohuslän 58°00′28″N 12°00′36″Ö / 58.00764°N 12.01004°Ö (1,6 ha)
- Läppe Kärr, sjö i Vingåkers kommun och Södermanland 59°07′47″N 15°49′31″Ö / 59.12964°N 15.82525°Ö (7,1 ha)
- Rökenskärr, sjö i Nyköpings kommun och Södermanland 58°43′04″N 16°23′53″Ö / 58.71776°N 16.39815°Ö